# Купільська волость
Купільська волость — історична адміністративно-територіальна одиниця Старокостянтинівського повіту Волинської губернії з центром у містечку Купіль.
Станом на 1886 рік складалася з 10 поселень, 12 сільських громад. Населення — 9180 осіб (4451 чоловічої статі та 4729 — жіночої), 1090 дворових господарств.
|                     | Площа, десятин | У тому числі орної, дес. |
| ------------------- | -------------- | ------------------------ |
| Сільських громад    | 6206           | 5397                     |
| Приватної власності | 5549           | 4107                     |
| Іншої власності     | 284            | 203                      |
| Загалом             | 12039          | 9707                     |

Поселення волості:
- Купіль — колишнє державне та власницьке містечко при річці Буг за 60 верст від повітового міста, 972 особи, 191 двір, православна церква, костел, синагога, 4 єврейських молитовних будинки, школа, аптека, постоялий будинок, 18 лавок, водяних і вітряний млини, пивоварний заводи, базари через 2 тижні.
- Богданівка — колишнє власницьке село при річці Случ, 637 осіб, 115 дворів, школа.
- Клинини — колишнє власницьке село при річці Самець, 1228 осіб, 231 двір, школа, постоялий будинок, кузня, водяний млин, поташний завод.
- Кушнірівка — колишнє власницьке село при річці Самець, 390 осіб, 73 двори, православна церква, школа, постоялий будинок, вітряний млин.
- Левківці — колишнє власницьке село при безіменній річці, 382 особи, 73 двори, православна церква, школа, постоялий будинок.
- Рябіївка — колишнє державне село, 744 особи, 141 двір, православна церква, школа, постоялий будинок.
- Холодець — колишнє власницьке село при річці Буг, 474 особи, 84 двори, православна церква, школа, постоялий будинок, вітряний млин.
- Чернява (Кржачки) — колишнє державне село при річці Буг, 573 особи, 103 двори, православна церква, школа й водяний млин.

У 1900-1913 роках складалася з містечка та 15 поселень, 14 сільських громад. 
Станом на 1900 населення зросло до 11 869 осіб, 2169 дворових господарства, волосним старшиною був Дем'ян Крамар.
Станом на 1913 населення зросло до 15 323 особи, 2729 дворових господарства, волосним старшиною був С. Буздиган.